# Auletobius cylindricollis
Auletobius cylindricollis là một loài bọ cánh cứng trong họ Rhynchitidae. Loài này được Wollaston miêu tả khoa học năm 1864.